# 梅奥 (佛罗里达州)
梅奥（英語：Mayo），是美国佛罗里达州拉法葉縣下属的一座城镇。建立于1903年。面积约为2.1平方公里（约合0.8平方英里）。根据2010年美国人口普查，该市有人口1,237人。论人口在本州排行第317。